# Birkir Bjarnason
Birkir Bjarnason (Akureyri, 27 mei 1988) is een IJslands voetballer die doorgaans als centrale middenvelder speelt. Hij tekende in januari 2020 bij Brescia, dat hem transfervrij inlijfde na zijn vertrek bij Al-Arabi. Birkir debuteerde in 2010 in het IJslands voetbalelftal.

## Carrière
Birkir speelde eerder voor Viking FK - in de tussentijd werd hij één seizoen verhuurd aan FK Bodø/Glimt - en Standard Luik. In januari 2013 nam Pescara hem na een huurperiodes van zes maanden definitief over van Standard. In de zomer van 2013 kocht UC Sampdoria de helft van de transferrechten, waarop Birkir een seizoen bij Sampdoria ging spelen. In de zomer van 2014 kocht Pescara hem terug. In 2015 ging hij naar FC Basel in Zwitserland. 
In 2017 maakte hij een mooie transfer naar Aston Villa. Nadien speelde hij nog voor Al-Arabi, Brescia, Adana Demirspor, (wederom) Viking FK en nog twee seizoenen bij Brescia.  Sinds juli 2025 (na het faillissement van Brescia) heeft hij geen club.

## Interlandcarrière
Op 9 mei 2016 maakte bondscoach Lars Lagerbäck bekend Birkir mee te nemen naar het Europees kampioenschap in juni 2016. Hij nam de 1–1 voor zijn rekening in het openingsduel van de IJslanders op 14 juni 2016 tegen Portugal. IJsland werd in de kwartfinale uitgeschakeld door gastland Frankrijk, dat met 5–2 won. Birkir werd in juni 2018 door bondscoach Heimir Hallgrímsson opgenomen in de selectie van IJsland voor het wereldkampioenschap in Rusland. Zijn toenmalige teamgenoten Ahmed Elmohamady (Egypte) en Mile Jedinak (Australië) waren eveneens actief op het toernooi.

## Clubstatistieken
| Seizoen | Club            | Competitie    | Competitie | Competitie | Competitie | Beker | Beker | Beker | Internationaal | Internationaal | Internationaal | Totaal | Totaal | Totaal |
| Seizoen | Club            | Competitie    | Wed.       | Dlp.       | Ass.       | Wed.  | Dlp.  | Ass.  | Wed.           | Dlp.           | Ass.           | Wed.   | Dlp.   | Ass.   |
| ------- | --------------- | ------------- | ---------- | ---------- | ---------- | ----- | ----- | ----- | -------------- | -------------- | -------------- | ------ | ------ | ------ |
| 2006    | Viking FK       | Tippeligaen   | 16         | 1          | 0          | 0     | 0     | 0     | 1              | 0              | 0              | 17     | 1      | 0      |
| 2007    | Viking FK       | Tippeligaen   | 6          | 0          | 0          | 0     | 0     | 0     | —              | —              | —              | 6      | 0      | 0      |
| 2008    | → FK Bodø/Glimt | Tippeligaen   | 22         | 5          | 1          | 0     | 0     | 0     | —              | —              | —              | 22     | 5      | 1      |
| 2009    | Viking FK       | Tippeligaen   | 30         | 7          | 0          | 0     | 0     | 0     | —              | —              | —              | 30     | 7      | 0      |
| 2010    | Viking FK       | Tippeligaen   | 25         | 8          | 2          | 0     | 0     | 0     | —              | —              | —              | 25     | 8      | 2      |
| 2011    | Viking FK       | Tippeligaen   | 25         | 0          | 6          | 2     | 0     | 0     | —              | —              | —              | 27     | 0      | 6      |
| 2011/12 | Standard Luik   | Eerste klasse | 16         | 0          | 1          | 1     | 0     | 0     | 3              | 0              | 0              | 20     | 0      | 1      |
| 2012/13 | → Pescara       | Serie A       | 24         | 2          | 0          | 1     | 0     | 0     | —              | —              | —              | 25     | 2      | 0      |
| 2013/14 | Pescara         | Serie B       | 1          | 0          | 0          | 2     | 0     | 0     | —              | —              | —              | 3      | 0      | 0      |
| 2013/14 | UC Sampdoria    | Serie A       | 14         | 0          | 1          | 2     | 1     | 0     | —              | —              | —              | 16     | 1      | 1      |
| 2014/15 | Pescara         | Serie B       | 39         | 12         | 3          | 3     | 0     | 0     | —              | —              | —              | 42     | 12     | 3      |
| 2015/16 | FC Basel        | Super League  | 29         | 10         | 5          | 1     | 0     | 0     | 14             | 3              | 0              | 44     | 13     | 5      |
| 2016/17 | FC Basel        | Super League  | 13         | 4          | 2          | 2     | 0     | 0     | 5              | 0              | 0              | 20     | 4      | 2      |
| 2016/17 | Aston Villa     | Championship  | 8          | 0          | 0          | 0     | 0     | 0     | —              | —              | —              | 8      | 0      | 0      |
| 2017/18 | Aston Villa     | Championship  | 25         | 3          | 2          | 4     | 1     | 1     | —              | —              | —              | 29     | 4      | 3      |
| 2018/19 | Aston Villa     | Championship  | 17         | 2          | 0          | 0     | 0     | 0     | —              | —              | —              | 17     | 2      | 0      |
| 2019/20 | Al-Arabi SC     | Stars League  | 5          | 1          | 0          | 3     | 0     | 0     | —              | —              | —              | 8      | 1      | 0      |
| 2019/20 | Brescia Calcio  | Serie A       | 13         | 0          | 1          | 0     | 0     | 0     | —              | —              | —              | 13     | 0      | 1      |
| 2020/21 | Brescia Calcio  | Serie B       | 27         | 6          | 3          | 0     | 0     | 0     | —              | —              | —              | 27     | 6      | 3      |
| 2021/22 | Adana Demirspor | Süper Lig     | 32         | 5          | 1          | 1     | 2     | 0     | —              | —              | —              | 33     | 7      | 1      |
| 2022/23 | Adana Demirspor | Süper Lig     | 9          | 0          | 2          | 3     | 0     | 1     | —              | —              | —              | 12     | 0      | 3      |
| 2023    | Viking FK       | Eliteserien   | 11         | 2          | 0          | 4     | 3     | 1     | —              | —              | —              | 15     | 5      | 1      |
| 2023/24 | Brescia Calcio  | Serie B       | 38         | 5          | 0          | 0     | 0     | 0     | —              | —              | —              | 38     | 5      | 0      |
| 2024/25 | Brescia Calcio  | Serie B       | 27         | 4          | 1          | 0     | 0     | 0     |                |                |                | 27     | 4      | 1      |
| Totaal  | Totaal          | Totaal        | 472        | 77         | 31         | 29    | 7     | 3     | 23             | 3              | 0              | 524    | 87     | 34     |

Bijgewerkt op 12 augustus 2025
| Interlands van Birkir Bjarnason voor IJsland | Interlands van Birkir Bjarnason voor IJsland | Interlands van Birkir Bjarnason voor IJsland | Interlands van Birkir Bjarnason voor IJsland | Interlands van Birkir Bjarnason voor IJsland | Interlands van Birkir Bjarnason voor IJsland |  |
| №                                            | Datum                                        | Wedstrijd                                    | Uitslag                                      | Soort wedstrijd                              | Doelpunten                                   |  |
| Als speler bij Viking FK                     | Als speler bij Viking FK                     | Als speler bij Viking FK                     | Als speler bij Viking FK                     | Als speler bij Viking FK                     | Als speler bij Viking FK                     |  |
| -------------------------------------------- | -------------------------------------------- | -------------------------------------------- | -------------------------------------------- | -------------------------------------------- | -------------------------------------------- |  |
| 1.                                           | 29 mei 2010                                  | Iran – IJsland                               | 1 – 0                                        | Vriendschappelijk                            |                                              |  |
| 2.                                           | 3 september 2010                             | IJsland – Noorwegen                          | 1 – 2                                        | Kwalificatie EK 2012                         |                                              |  |
| 3.                                           | 7 september 2010                             | Denemarken – IJsland                         | 1 – 0                                        | Kwalificatie EK 2012                         |                                              |  |
| 4.                                           | 17 november 2010                             | Israël – IJsland                             | 2 – 3                                        | Vriendschappelijk                            |                                              |  |
| 5.                                           | 26 maart 2011                                | Cyprus – IJsland                             | 0 – 0                                        | Kwalificatie EK 2012                         |                                              |  |
| 6.                                           | 10 augustus 2011                             | Hongarije – IJsland                          | 4 – 0                                        | Vriendschappelijk                            |                                              |  |
| 7.                                           | 2 september 2011                             | Noorwegen – IJsland                          | 2 – 0                                        | Kwalificatie EK 2012                         |                                              |  |
| 8.                                           | 6 september 2011                             | IJsland – Cyprus                             | 1 – 0                                        | Kwalificatie EK 2012                         |                                              |  |
| 9.                                           | 7 oktober 2011                               | Portugal – IJsland                           | 5 – 3                                        | Kwalificatie EK 2012                         |                                              |  |
| Als speler bij Standard Luik                 |                                              |                                              |                                              |                                              |                                              |  |
| 10.                                          | 29 februari 2012                             | Montenegro – IJsland                         | 2 – 1                                        | Vriendschappelijk                            |                                              |  |
| 11.                                          | 27 mei 2012                                  | Frankrijk – IJsland                          | 3 – 2                                        | Vriendschappelijk                            | 28'                                          |  |
| 12.                                          | 30 mei 2012                                  | Zweden – IJsland                             | 3 – 2                                        | Vriendschappelijk                            |                                              |  |
| Als speler bij Pescara                       |                                              |                                              |                                              |                                              |                                              |  |
| 13.                                          | 15 augustus 2012                             | IJsland – Faeröer                            | 2 – 0                                        | Vriendschappelijk                            |                                              |  |
| 14.                                          | 7 september 2012                             | IJsland – Noorwegen                          | 2 – 0                                        | Kwalificatie WK 2014                         |                                              |  |
| 15.                                          | 11 september 2012                            | Cyprus – IJsland                             | 1 – 0                                        | Kwalificatie WK 2014                         |                                              |  |
| 16.                                          | 12 oktober 2012                              | Albanië – IJsland                            | 1 – 2                                        | Kwalificatie WK 2014                         |                                              |  |
| 17.                                          | 16 oktober 2012                              | IJsland – Zwitserland                        | 0 – 2                                        | Kwalificatie WK 2014                         |                                              |  |
| 18.                                          | 14 november 2012                             | Andorra – IJsland                            | 0 – 2                                        | Vriendschappelijk                            |                                              |  |
| 19.                                          | 6 februari 2013                              | IJsland – Rusland                            | 0 – 2                                        | Vriendschappelijk                            |                                              |  |
| 20.                                          | 22 maart 2013                                | Slovenië – IJsland                           | 1 – 2                                        | Kwalificatie WK 2014                         |                                              |  |
| 21.                                          | 7 juni 2013                                  | IJsland – Slovenië                           | 2 – 4                                        | Kwalificatie WK 2014                         |                                              |  |
| 22.                                          | 14 augustus 2013                             | IJsland – Faeröer                            | 1 – 0                                        | Vriendschappelijk                            |                                              |  |
| Als speler bij UC Sampdoria                  |                                              |                                              |                                              |                                              |                                              |  |
| 23.                                          | 6 september 2013                             | Zwitserland – IJsland                        | 4 – 4                                        | Kwalificatie WK 2014                         |                                              |  |
| 24.                                          | 10 september 2013                            | IJsland – Albanië                            | 2 – 1                                        | Kwalificatie WK 2014                         |                                              |  |
| 25.                                          | 11 oktober 2013                              | IJsland – Cyprus                             | 2 – 0                                        | Kwalificatie WK 2014                         |                                              |  |
| 26.                                          | 15 oktober 2013                              | Noorwegen – IJsland                          | 1 – 1                                        | Kwalificatie WK 2014                         |                                              |  |
| 27.                                          | 15 november 2013                             | IJsland – Kroatië                            | 0 – 0                                        | Kwalificatie WK 2014                         |                                              |  |
| 28.                                          | 19 november 2013                             | Kroatië – IJsland                            | 2 – 0                                        | Kwalificatie WK 2014                         |                                              |  |
| 29.                                          | 5 maart 2014                                 | Wales – IJsland                              | 3 – 1                                        | Vriendschappelijk                            |                                              |  |
| 30.                                          | 30 mei 2014                                  | Oostenrijk – IJsland                         | 1 – 1                                        | Vriendschappelijk                            |                                              |  |
| 31.                                          | 4 juni 2014                                  | IJsland – Estland                            | 1 – 0                                        | Vriendschappelijk                            |                                              |  |
| Als speler bij Pescara                       |                                              |                                              |                                              |                                              |                                              |  |
| 32.                                          | 9 september 2014                             | IJsland – Turkije                            | 3 – 0                                        | Kwalificatie EK 2016                         |                                              |  |
| 33.                                          | 10 oktober 2014                              | Letland – IJsland                            | 0 – 3                                        | Kwalificatie EK 2016                         |                                              |  |
| 34.                                          | 13 oktober 2014                              | IJsland – Nederland                          | 2 – 0                                        | Kwalificatie EK 2016                         |                                              |  |
| 35.                                          | 12 november 2014                             | België – IJsland                             | 3 – 1                                        | Vriendschappelijk                            |                                              |  |
| 36.                                          | 16 november 2014                             | Tsjechië – IJsland                           | 2 – 1                                        | Kwalificatie EK 2016                         |                                              |  |
| 37.                                          | 28 maart 2015                                | Kazachstan – IJsland                         | 0 – 3                                        | Kwalificatie EK 2016                         | 32' 90+1'                                    |  |
| 38.                                          | 12 juni 2015                                 | IJsland – Tsjechië                           | 2 – 1                                        | Kwalificatie EK 2016                         |                                              |  |
| Als speler bij FC Basel                      |                                              |                                              |                                              |                                              |                                              |  |
| 39.                                          | 3 september 2015                             | Nederland – IJsland                          | 0 – 1                                        | Kwalificatie EK 2016                         |                                              |  |
| 40.                                          | 6 september 2015                             | IJsland – Kazachstan                         | 0 – 0                                        | Kwalificatie EK 2016                         |                                              |  |
| 41.                                          | 10 oktober 2015                              | IJsland – Letland                            | 2 – 2                                        | Kwalificatie EK 2016                         |                                              |  |
| 42.                                          | 13 oktober 2015                              | Turkije – IJsland                            | 1 – 0                                        | Kwalificatie EK 2016                         |                                              |  |
| 43.                                          | 13 november 2015                             | Polen – IJsland                              | 4 – 2                                        | Vriendschappelijk                            |                                              |  |
| 44.                                          | 17 november 2015                             | Slowakije – IJsland                          | 3 – 1                                        | Vriendschappelijk                            |                                              |  |
| 45.                                          | 24 maart 2016                                | Denemarken – IJsland                         | 2 – 1                                        | Vriendschappelijk                            |                                              |  |
| 46.                                          | 29 maart 2016                                | Griekenland – IJsland                        | 2 – 3                                        | Vriendschappelijk                            |                                              |  |
| 47.                                          | 1 juni 2016                                  | Noorwegen – IJsland                          | 3 – 2                                        | Vriendschappelijk                            |                                              |  |
| 48.                                          | 14 juni 2016                                 | Portugal – IJsland                           | 1 – 1                                        | EK 2016                                      | 50'                                          |  |
| 49.                                          | 18 juni 2016                                 | IJsland – Hongarije                          | 1 – 1                                        | EK 2016                                      |                                              |  |
| 50.                                          | 22 juni 2016                                 | IJsland – Oostenrijk                         | 2 – 1                                        | EK 2016                                      |                                              |  |
| 51.                                          | 27 juni 2016                                 | Engeland – IJsland                           | 1 – 2                                        | EK 2016                                      |                                              |  |
| 52.                                          | 3 juli 2016                                  | Frankrijk – IJsland                          | 5 – 2                                        | EK 2016                                      | 84'                                          |  |

Bijgewerkt op 3 juli 2016.

## Erelijst
FC Basel
- Raiffeisen Super League

2015/16